# Ecdisona
Ecdisona és una prohormona esteroidal de l'hormona de la muda dels insectes 20-hidroxiecdisona, la qual és secretada per les glàndules protoràciques. Les hormones de la muda dels insectes (ecdisona i els seus homòlegs) generalment es denominen ecdisteroides. Els ecdisteroides actuen com a hormones de mutació d'artròpodes, però també ocorren en altres embrancaments relacionats, on poden tenir diferents rols. En Drosophila melanogaster, un augment de la concentració d'ecdisona indueix l'expressió de gens que codifiquen les proteïnes que requereix la larva, i provoca que els cromosomes (llocs d'alta expressió) es formin en cromosomes de politè. Les troballes recents del laboratori Chris Q. Doe atribueixen un nou paper a aquesta hormona en la regulació de transicions de gens temporals dins de les cèl·lules mare neurals. Ecdisona i altres ecdisteroides també apareixen en moltes plantes principalment com a agent de protecció (toxines o antialimentants) contra insectes herbívors. Aquests fitoestesteroides han estat considerats com a valor medicinal i formen part de remeis d'herbes adaptogen com Cordyceps, però s'ha demostrat que un precursor ecdisteroide en plantes té propietats citotòxiques.Un plaguicida venut amb el nom de MIMIC té activitat ecdisteroide, tot i que la seva estructura química és poc semblant als ecdisteroides.